# Dalló Gyula
Dalló Gyula (Budapest, 1934. augusztus 18. – Budapest, 2019. október 30.) magyar származású német hárfaművész.

## Élete
Szülei – dr. Dalló Gyula (1908–?) karmester és Turóczi Magda (1911–2005) hegedűtanár, hangversenymester – fontos szereplői voltak Győr zenei életének.
Hatévesen zongorázni kezdett. 1951-ben került be az édesanyja által igazgatott győri zeneművészeti szakközépiskolába, ahol Lőrincz Pál hárfásnövendéke lett. 1955-től a budapesti Zeneakadémián Rékai Miklós és Lubik Hédy tanítványa volt. Utolsó akadémiai évében már az Operaház ösztöndíjasa lett. Oklevelét 1960-ban szerezte meg. 
Próbajáték alapján szerződtette 1961 decemberében a kelet-berlini
Staatsoper Unter den Linden, illetve annak önálló koncertzenekaraként is működő Staatskapelle Berlin. 1966-ban kamarazenész (Kammermusiker), 1971-ben kamaravirtuóz (Kammervirtuose) címet kapott. Elismerést szerzett a zenekar vezetőségében végzett munkájával is. 1975-től tizenhat nyáron át játszott a Bayreuthi Ünnepi Játékok zenekarában. 1999-ben vonult nyugalomba az operától, a következő évben a Berlini Állami Zenekar örökös tagjává választotta. 2010-ig még szerepelt, és mesterkurzusokat tartott.
Szólistaként is rendszeresen fellépett, és duókoncerteket adott Hans Pischner csembalóművésszel és Berliner Duo néven Wilfrid Windelmann fuvolaművésszel.